# ФК Чикаго фајер
Фк Чикаго фајер (енгл. Chicago Fire SC) је амерички професионални фудбалски клуб из чикашког предграђа Бриџвју који се такмичи у Главној фудбалској лиги.
Клуб је основан 8. октобра 1997, на 126. годишњицу Великог пожара у Чикагу по коме је и добио име. У првој години (1998) такмичења у МЛС клуб је освојио Куп МЛС као и Отворени куп САД (освајали су га и у сезонама 2000, 2003. и 2006).
Клуб утакмице као домаћин игра на Тојота парку капацитета 20.000 места.

## Успеси клуба
- МЛС куп
  - Победник (1) : 1998.
  - Финалиста (2) : 2000, 2003.
- Супортерс Шилд
  - Првопласирани (1) : 2003.
  - Друго место (2) : 2000, 2001.
- УС Опен куп
  - Победник (4) : 1998, 2000, 2003, 2006.
  - Финалиста (2) : 2004, 2011.

## Тренутни састав
Ажурирано 1. октобра 2019.
| Бр. |                           | Позиција | Играч                  |
| --- | ------------------------- | -------- | ---------------------- |
| 1   | Данска                    | Г        | Давид Овстед           |
| 2   | Бразил                    | О        | Марсело                |
| 3   | Сједињене Америчке Државе | О        | Џонатан Борнстин       |
| 4   | Холандија                 | О        | Јохан Капелхоф         |
| 5   | Костарика                 | О        | Франсиско Калво        |
| 6   | Сједињене Америчке Државе | С        | Дакс Мекарти (капитен) |
| 7   | Канада                    | С        | Рахим Едвардс          |
| 9   | Сједињене Америчке Државе | Н        | Си-Џеј Сапонг          |
| 10  | Србија                    | С        | Александар Катаи       |
| 11  | Пољска                    | С        | Пржемислав Франковски  |
| 12  | Сједињене Америчке Државе | С        | Амандо Морено          |
| 13  | Сједињене Америчке Државе | С        | Брент Бронико          |
| 14  | Сједињене Америчке Државе | С        | Ђорђе Михаиловић       |
| 15  | Сједињене Америчке Државе | О        | Грент Лилард           |

| Бр. |                           | Позиција | Играч                 |
| --- | ------------------------- | -------- | --------------------- |
| 16  | Уганда                    | С        | Мајкел Азира          |
| 17  | Костарика                 | С        | Диего Кампос          |
| 18  | Панама                    | С        | Кристијан Мартинез    |
| 20  | Аргентина                 | С        | Нико Гаитан           |
| 21  | Њемачка                   | Н        | Фабијан Херберс       |
| 23  | Мађарска                  | Н        | Немања Николић        |
| 27  | Сједињене Америчке Државе | Г        | Кенет Кронхолм        |
| 28  | Нови Зеланд               | Н        | Елиот Колијер         |
| 30  | Сједињене Америчке Државе | Г        | Стефон Кливленд       |
| 31  | Њемачка                   | С        | Бастијан Швајнштајгер |
| 32  | Сједињене Америчке Државе | Г        | Габриел Слонина       |
| 33  | Сједињене Америчке Државе | С        | Џеремаја Гутјар       |
| 36  | Сједињене Америчке Државе | О        | Андре Рејнолдс        |
| 45  | Мексико                   | Г        | Ричард Санчез         |